# Władimir Bielakow (gimnastyk)
Władimir Timofiejewicz Bielakow (ros. Владимир Тимофеевич Беляков, ur. 2 stycznia 1918 w Dmitrowie, zm. w 21 maja 1996 w Moskwie)) – rosyjski gimnastyk, reprezentant ZSRR mistrz olimpijski.
Zdobył złoty medal w wieloboju drużynowym na igrzyskach olimpijskich w 1952 w Helsinkach. Wraz z nim w drużynie radzieckiej wystąpili:Josif Bierdijew, Wiktor Czukarin, Jewgienij Korolkow, Dmytro Leonkin, Walentin Muratow, Michaił Perlman i Hrant Szahinian.
W klasyfikacji indywidualnej zajął następujące miejsca:
- wielobój indywidualnie – 6.–7. miejsce
- ćwiczenia wolne – 14.–17. miejsce
- poręcze – 8.–9. miejsce
- drążek – 23.–27. miejsce
- kółka – 14.–17. miejsce
- koń z łękami – 7. miejsce
- skok – 35.– 39 miejsce

Był mistrzem ZSRR w wieloboju indywidualnym w 1944 i 1947.
Od 1962 był wykładowcą (docentem) w katedrze wychowania fizycznego Moskiewskiego Uniwersytetu Państwowego im. M.W. Łomonosowa. Autor książek: Мастерство советских гимнастов (1955) i Очерки о советских гимнастах (1958).
W 1947 otrzymał tytuł Zasłużonego Mistrza Sportu.